# Mistrzostwa Polski w Judo 1999
43. edycja Mistrzostw Polski w judo odbyła się w dniach 16 – 18 kwietnia 1999 roku we Wrocławiu. Mistrzostwa Polski OPEN odbyły się 30 października 1999 w Krakowie.

## Medaliści 43 mistrzostw Polski

### Kobiety
| Konkurencja: | Złoto:             | Srebro:             | Brąz:                                    |
| 48 kg        | Monika Cabaj       | Anna Byczek         | Jolanta Wojnarowicz Anna Żemła-Krajewska |
| 52 kg        | Barbara Krzywda    | Iwona Machałek      | Anna Socha Nina Pawłowicz                |
| 57 kg        | Marzena Węgrzyn    | Anna Adamczewska    | Inga Kołodziej Bożena Hinca              |
| 60 kg        | Anna Adamczewska   | Barbara Krzywda     | Anna Byczek Bożena Hinca                 |
| 63 kg        | Irena Tokarz       | Beata Wolska        | Ewa Iwańska Kinga Jurek                  |
| 70 kg        | Agata Mróz         | Adriana Dadci       | Monika Skibińska Marzena Podolska        |
| 78 kg        | Izabela Lubczyńska | Agnieszka Czepukojć | Anna Koroza Barbara Wójcicka             |
| +78 kg       | Beata Maksymow     | Marta Kołodziejczyk | Małgorzata Górnicka Aneta Kaczorowska    |
| + 60 kg      | Beata Maksymow     | Anna Koroza         | Małgorzata Górnicka Irena Tokarz         |

### mężczyźni
| Konkurencja: | Złoto:              | Srebro:               | Brąz:                                  |
| 60 kg        | Mateusz Michałek    | Wojciech Wysocki      | Rafał Libera Grzegorz Zwolski          |
| 66 kg        | Piotr Sadowski      | Robert Zaczkiewicz    | Jarosław Lewak Jacek Kamiński          |
| 73 kg        | Krzysztof Wojdan    | Marek Krajewski       | Rafał Kozielewski Wojciech Zajkowski   |
| 75 kg        | Wojciech Zajkowski  | Adam Zajkowski        | Robert Zaczkiewicz Krzysztof Wojdan    |
| 81 kg        | Bronisław Wołkowicz | Robert Krawczyk       | Waldemar Banaszak Jarosław Lewandowski |
| 90 kg        | Artur Kejza         | Przemysław Matyjaszek | Sylwester Gaweł Piotr Golus            |
| 100 kg       | Paweł Nastula       | Tomasz Szewczyk       | Grzegorz Zimoląg Piotr Dudek           |
| 100 kg       | Rafał Kubacki       | Artur Bodziacki       | Józef Smoter Grzegorz Eitel            |
| +75 kg       | Paweł Nastula       | Semir Pepic           | Artur Bodziacki Paweł Sitarski         |